# 霍邱站
霍邱站，位于中华人民共和国安徽省六安市霍邱县长集镇许岗村，是阜六铁路上的火车站，于2013年12月28日启用营运、2014年7月2日开通客运列车停靠，上海铁路局合肥车务段管辖。截至2020年主要停靠的列车为合肥至北京的Z225/228、Z227/226次列车。

## 車站周邊
- 合肥铁路公安处交警支队霍邱大队
- 济广高速公路

## 歷史
- 2013年12月28日通车启用。

## 外部連結
- 中国铁路客户服务中心（页面存档备份，存于）